# Handball-Europameisterschaft der Männer 2032/Qualifikation
Die Qualifikation zur Teilnahme an der Handball-Europameisterschaft der Männer 2032 begann im Dezember 2024 mit dem Zuschlag der Ausrichtung der Europameisterschaft durch die Europäische Handballföderation (EHF) und endet mit dem Abschluss der Qualifikationsspiele.

## Organisator
Im Dezember 2024 gab die EHF bekannt, dass die Europameisterschaft in Deutschland und Frankreich stattfinden wird.

## Europameisterschaft 2030
Bei der Europameisterschaft 2030 werden Teilnehmer ermittelt. Startberechtigt ist grundsätzlich der Europameister; sollte das einer der Organisatoren der Europameisterschaft 2030 sein rückt automatisch der Nächstplatzierte nach.

## Qualifikationsspiele
Weitere Teilnehmer werden in Qualifikationsspielen ermittelt.

## Teilnehmende Mannschaften
| Mannschaft aus | Qualifiziert über | Datum der Qualifikation | Bisherige Teilnahmen an den 18 Europameisterschaften 1994–2028 | Bisherige Teilnahmen an den 18 Europameisterschaften 1994–2028                                 | Bisherige Teilnahmen an den 18 Europameisterschaften 1994–2028 |
| Mannschaft aus | Qualifiziert über | Datum der Qualifikation | Anzahl                                                         | in den Jahren                                                                                  | Titel                                                          |
| -------------- | ----------------- | ----------------------- | -------------------------------------------------------------- | ---------------------------------------------------------------------------------------------- | -------------------------------------------------------------- |
| Deutschland    | Organisator       | 14. Dezember 2024       | 15                                                             | 1994, 1996, 1998, 2000, 2002, 2004, 2006, 2008, 2010, 2012, 2016, 2018, 2020, 2022, 2024       | 2 (2004, 2016)                                                 |
| Frankreich     | Organisator       | 14. Dezember 2024       | 16                                                             | 1994, 1996, 1998, 2000, 2002, 2004, 2006, 2008, 2010, 2012, 2014, 2016, 2018, 2020, 2022, 2024 | 3 (2006, 2010, 2014)                                           |